# Phalacronothus botulus
Phalacronothus botulus är en skalbaggsart som beskrevs av Vladimir Balthasar 1945. Phalacronothus botulus ingår i släktet Phalacronothus och familjen Aphodiidae. Inga underarter finns listade i Catalogue of Life.